# Olio (album)
Olio è un album in studio della cantante italiana Mina, pubblicato il 15 aprile 1999 dalla PDU.

## Descrizione
Pubblicato a sorpresa nella primavera del 1999 (fino a quell'anno i dischi di Mina sono usciti quasi sempre in autunno), per Olio Mina si trucca da Gioconda grazie a un sapiente fotomontaggio creato da Mauro Balletti. 
L'album è composto da «dieci brani che se non cantasse lei forse dimenticheremmo dopo pochi ascolti». «Si parte con la melodia sinuosa di Grande amore», «che ha una scrittura vagamente originale e un respiro più ampio» dei brani seguenti, per poi sprofondare nella «delicata Dint' 'o viento, ballad jazzistica col piano di Danilo Rea e il sax soprano di Gianluca Ambrosetti e Mina che insegue un amore perso nel vento con sussurrante arte fonetica». «Jazzata è Canto largo, mentre Come gocce sfoggia una ritmica elettronica Drum and bass molto alla moda». Se «Non passa e Io voglio solo te introducono tiepide coloriture funky-pop», straordinaria l'unica cover dell'album, Stay With Me (Stay), «con quell'arrangiamento espressionista e il canto etereo di Mina, sul quale irrompe la voce da orco di Piero Pelù, con i birignao del Gaber anni '60 e la roca asprezza di un Tom Waits mediterraneo». In conclusione, l'altro pezzo napoletano Lacreme e voce, «in cui una Mina imperiosa s'immerge in mondi musicali a lei congeniali», Il meccanismo - «quasi un clone, con la sua temperie agrodolce, di Bugiardo e incosciente» - e quella E mi manchi, «che apparentemente è una ballata d'amore, ma potrebbe benissimo essere stata scritta per ricordare Lucio Battisti. E che se letta in questo senso, fa venire i brividi».
Olio ha diviso la critica: album «elegante e patinato ma inconsistente dal punto di vista artistico» in cui «le virtù di Monna Mina risaltano in maniera molto scolastica e affogano in un manierismo esaltato» oppure album con «uno slancio in più, un gusto a volte audace del canto, come se in questo periodo a Mina fosse venuta una gran voglia di esprimersi, di giocare con la sua voce e l'avesse riversata in questo [disco]»?

## Curiosità
La versione Cd ha una confezione particolare, con tanto di puzzle che riproduce la copertina. Forse a voler sottolineare il mistero creato dall'affiancamento dell'immagine di Mina con quello della Monna Lisa.
Canto largo è stata la sigla della soap opera Vivere su Canale 5. Stay With Me è una cover  - in italiano - di Stay delle Shakespears Sister ed è cantata in coppia con Piero Pelù.

## Tracce

1. Grande amore – 4:37 (Giulia Fasolino)
2. Dint' 'o viento – 4:18 (Pasquale Ziccardi, Ferdinando Ghidelli)
3. Come gocce – 5:13 (Francesco Garzone, Luigi Pignalosa, Vincenzo Capasso)
4. Canto largo – 3:12 (testo: Samuele Cerri – musica: Massimiliano Pani)
5. Non passa – 5:07 (testo: Fabrizio Berlincioni – musica: Mauro Culotta)
6. Stay with Me (Stay) (feat. Piero Pelù) – 4:13 (testo: Siobhan Fahey, Marcella Detroit, Jean Guiot, Maurizio Morante – musica: Siobhan Fahey, Marcella Detroit, Jean Guiot)
7. Io voglio solo te – 4:43 (Giulia Fasolino)
8. Lacreme e voce – 4:47 (testo: Maurizio Morante – musica: Marcello Schena, Nicolò Fragile)
9. Il meccanismo – 3:45 (Maurizio Morante)
10. E mi manchi – 5:16 (Mauro Santoro)

## Formazione
- Mina - voce, cori
- Danilo Rea - pianoforte
- Nicolò Fragile - tastiera
- Alfredo Golino, Maurizio Dei Lazzaretti - batteria
- Paolo Valli - percussioni, piatti
- Massimiliano Pani - tastiera, cori
- Paolo Gianolio, Sandro Gibellini - chitarra acustica
- Giorgio Cocilovo, Giorgio Secco, Massimo Varini - chitarra
- Massimo Moriconi - basso, contrabbasso
- Gianluca Ambrosetti - sassofono soprano
- Emanuela Cortesi, Simonetta Robbiani, Paul Rosette, Giulia Fasolino, Moreno Ferrara, Silvio Pozzoli - cori

## Classifiche

### Classifiche settimanali
| Classifica (1999) | Posizione massima |
| ----------------- | ----------------- |
| Europa            | 26                |
| Italia            | 1                 |

### Classifiche di fine anno
| Classifica (1999) | Posizione |
| ----------------- | --------- |
| Italia            | 35        |